# Alphonse Yombi
Ayakan Alphonse Yombi (Yaoundé, 30 giugno 1969) è un ex calciatore camerunese, di ruolo difensore.